# Murray Chatlain
Murray Chatlain (né le 19 janvier 1963 à Saskatoon en Saskatchewan) est un prélat canadien de l'Église catholique. Il est présentement l'archevêque de l'archidiocèse de Winnipeg.

## Biographie
Murray Chatlain est né le 19 janvier 1963 à Saskatoon en Saskatchewan. Il a obtenu un baccalauréat de l'Université de la Saskatchewan de Saskatoon et une maîtrise en théologie du séminaire Saint-Pierre de London (en) en Ontario.
Il fut ordonné prêtre le 15 mai 1987 pour le diocèse de Saskatoon. Il servit en tant que prêtre dans ce diocèse et dans le diocèse de Mackenzie-Fort Smith.
Le 23 juin 2007, le pape Benoît XVI le nomma évêque coadjuteur du diocèse de Mackenzie-Fort Smith. Il fut consacré évêque le 14 septembre 2007 par Luigi Ventura, nonce apostolique au Canada. Le 10 mai 2008, il succéda à Denis Croteau (de) en tant qu'évêque de Mackenzie-Fort Smith.
Le 6 décembre 2012, le pape Benoît XVI le nomma archevêque de l'archidiocèse de Keewatin-Le Pas où il inaugura son ministère le 19 mars 2013. Il continua d'être responsable du diocèse de Mackenzie-Forth Smith en tant qu'administrateur apostolique jusqu'au 15 octobre 2013.
Le 30 décembre 2024, le pape François le nomme archevêque de Winnipeg, en remplacement de Richard Joseph Gagnon, démission pour raison d'âge.

## Source
- (en) Cet article est partiellement ou en totalité issu de l’article de Wikipédia en anglais intitulé « Murray Chatlain » (voir la liste des auteurs).